# Andy Gray
Andrew Mullen Gray (født 30. november 1955 i Glasgow i Skotland) er en tidligere skotsk fodboldspiller.       
Andy Gray startede sin fotboldkarriere i Dundee United, hvor han blev opdaget af Aston Villa, som han signerede for senere.
I 1977 blev han kåret til "PFA Young Player of the Year" og "PFA Player’s Player of the Year".
I 1979 signerede han for Wolverhampton Wanderers, for 16.080.000 kr., som da var overgangsrekord i England. Fire år senere i 1983, blev han solgt til Everton for 2.680.000 kr., noget som efterfølgende blev regnet som et røverkøb, men som dengang var dyrt eftersom Gray var meget skadeplaget.
Andy Gray havde sine bedste to år i Everton, hvor han vandt FA Cupen i 1984, blev ligamestre i 1985, og vandt Carling Cupen i 1985.
Da Evertons manager Howard Kendall valgte at købe Gary Lineker fra Leicester City bestemte Andy Gray sig for at skifte klub af frygt for at blive siddende på bænken resten af karrieren.
Han returnerede til Aston Villa, og siden havde han et kort ophold i skotske Glasgow Rangers, før han prøvede lykken som manager.
Andy Gray fik 20 landskampe for Skotlands landshold før han sagde op i 1990.
En kort stund kombinerede han jobbet som kommentator for BBC, og som assisterende manager i Aston Villa, men besluttede senere at blive kommentator på heltid.
I dag er han en af Sky Sports mest profilerede kommentatorer.